# 名偵探柯南：水平線上的陰謀
《名偵探柯南：水平線上的陰謀》，是日本漫画家青山剛昌漫画系列《名偵探柯南》的第9部剧场版，片長108分鐘。2005年4月9日在日本上映、2005年7月29日在台灣上映、2007年5月24日在香港上映，在日本有21.5億日圓的票房收益。

## 本作特色
- 本作是《名偵探柯南》首次以海上郵輪為背景，以及第一部場景完全不在陸地上的劇場版。
- 本作是《名偵探柯南》中首次有兩名嫌犯。
- 本作中毛利小五郎比柯南更早發現真兇，原因是因為真兇非常像自己分居中的妻子妃英理，所以更加想證明其清白。
- 本片為首度有海上保安廳人員登場的柯南電影版。

## 劇情簡介
十五年前，在北大西洋上有一艘貨輪「第一八代丸」遇上了冰山，當時的副船長海藤渡下令左滿舵，結果還是擦撞上了，三等航海士急忙去找船長報告此事，卻發現船長已經死亡，隨後海藤也到了船長室之後露出了詭異的笑容，沒多久後第一八代丸沉入海中，其餘船員坐上救生艇逃出，唯獨沒有看見三等航海士以及船員的身影，後來事件被歸咎於船長誤判而沉船。
在半個月前，八代造船的船舶設計人八代英人在駕車時心臟病發，墜落懸崖身亡。
受到園子的邀請，柯南一行人參與豪華客船「亞芙羅蒂號」的處女航儀式，並開心的參觀郵輪。眾人甚至在船內玩起捉迷藏，可是在捉迷藏進行中時，園子突然被人綁架監禁了起來。後來透過柯南的推理，平安地救出了園子。緊接著，八代造船的社長——八代貴江被人刺殺，其父亲、會長八代延太郎亦下落不明。以目暮警部為首的警方抵達後開始了搜查，雖說嫌疑犯包含乘務員與乘客等多達600名，但搜查勢在必行。
另一方面，佐藤刑警認為八代英人的死亡事故疑點重重，重啟搜查後她查覺到座椅安全帶的金屬零件有可疑的痕跡，還找到奇怪的空罐子。而繼續搜查的柯南一行人，推斷出延太郎極有可能被從繫船池的升降口推入海中的事實。不久之後，海上保安廳發現了漂浮在海中的延太郎的遺體。柯南與警察們各自繼續展開搜查。
持續搜查事件真相的柯南，在歡迎派對上藉由阿笠博士的聲音展開推理，指出犯人是作家日下廣成，並推翻不在場證明的詭計，以及提示犯罪的證據，園子也認出日下是襲擊她的人，而日下表示15年前死亡的三等航海士是他的父親，后来發現15年前八代父女為了詐領保險金而拉攏當時身為副船長的現任亞芙羅蒂號的船長海藤渡，在八代英人的引導下，海藤渡引爆安裝好的炸彈，偽裝成船隻撞上冰山的意外，順勢也殺害多次反應要改善船員權益的沖田船長。在被逮捕前一刻，日下引爆預先安置的炸彈並趁亂逃走。柯南驾驶摩托艇，在海上抓到了日下，但亞芙羅蒂號仍不斷發生爆炸，船的沉沒迫在眉睫，海藤船长宣布全体弃船逃生。而原先園子和小蘭搭上救生艇，小兰卻為了找少年偵探團送的禮物回去船上。此时柯南意识到自己先前推理有误，便折回船上。
而在亞芙羅蒂號上，八代商船設計師秋吉美波子突然拿槍指向海藤渡船長，被小五郎喝止，原来她才是真正的凶手。秋吉的真實身份是沖田船長的女兒，在日下采访她时得知日下的调查结果和实际上并不完善的杀人计划，然后找上英人，得知事情真相，决定利用日下掩护实行杀人。她先用自制闪光手榴弹让英人心脏病发坠崖，再在船上杀害八代父女，并伪装成贵江社长，让来刺杀贵江的日下误以为自己得手，随后在延太郎与日下打斗时偷袭刺死延太郎，最后在自己设计的船上装好跟日下不同的炸弹，打算杀掉海藤船长。然而小五郎因为秋吉长相酷似妃英理，本打算证明她清白，反而找到证据坐实她的罪行。秋吉不打算束手就擒，与小五郎打斗。最初小五郎落下风，但最后抓住机会一个过肩摔把秋吉摔倒。
最后，滞留船上受困的小兰被柯南救出，所有人安全离开。

## 登場人物

### 原作角色
| 角色         | 配音       | 配音     | 配音     | 簡介 |          |
| 角色         | 日本       | 臺灣     | 香港     | 簡介 |          |
| 主要角色     | 主要角色   | 主要角色 | 主要角色 | 主要角色 | 主要角色 |
| ------------ | ---------- | -------- | -------- | --- | -------- |
| 江戶川柯南   | 高山南     | 蔣篤慧   | 周恩恩   | 本作品男主角，原高中生名偵探工藤新一，被黑暗組織的琴酒灌下毒藥而縮小身體變成小孩，後化名為江戶川柯南，寄住在毛利家中並暗中調查黑暗組織。 |          |
| 工藤新一     | 山口勝平   | 劉傑     | 李家傑   | 本作品男主角，原高中生名偵探工藤新一，被黑暗組織的琴酒灌下毒藥而縮小身體變成小孩，後化名為江戶川柯南，寄住在毛利家中並暗中調查黑暗組織。 |          |
| 毛利蘭       | 山崎和佳奈 | 魏晶琦   | 劉惠雲   | 本作品女主角，新一的青梅竹馬，運動神經發達，擅長空手道，曾獲得全國高中空手道關東大賽的冠軍。                                             |          |
| 毛利小五郎   | 神谷明     | 官志宏   | 黃志明   | 小蘭的父親，英理的丈夫，私家偵探，外號沉睡小五郎，原刑警，辭職後在家開設毛利偵探事務所。                                                 |          |
| 朋友相關角色 |            |          |          | |          |
| 阿笠博士     | 緒方賢一   | 徐健春   | 周永光   | 工藤家的鄰居兼好友，科學家兼發明家，會發明出一些道具讓柯南在案件中使用，在灰原哀逃離黑暗組織後收留她。                                   |          |
| 灰原哀       | 林原惠     | 魏晶琦   | 鄧潔麗   | 柯南的搭檔兼好友，本名宮野志保，原黑暗組織科學家雪莉。吃下毒藥而縮小身體，逃離組織後寄住在阿笠家中，並化名灰原哀。                       |          |
| 吉田步美     | 岩居由希子 | 陶敏嫻   | 莊巧兒   | 三人為帝丹小學一年級生，後來與轉學生柯南和灰原一同組成少年偵探團。                                                                       |          |
| 圓谷光彥     | 大谷育江   | 魏晶琦   | 曾月娥   | 三人為帝丹小學一年級生，後來與轉學生柯南和灰原一同組成少年偵探團。                                                                       |          |
| 小嶋元太     | 高木涉     | 劉傑     | 陳志強   | 三人為帝丹小學一年級生，後來與轉學生柯南和灰原一同組成少年偵探團。                                                                       |          |
| 鈴木園子     | 松井菜櫻子 | 陶敏嫻   | 莊巧兒   | 小蘭的好友兼同學，鈴木財團的二千金，時常邀請毛利家參加各式的宴會活動，與京極真是情侶。                                                   |          |
| 警察相關角色 |            |          |          | |          |
| 目暮十三     | 茶風林     | 徐健春   |          | 警部 警視廳搜查一課的警官，曾是毛利小五郎的上司，經常在兇案現場要求部下調查相關證據。                                                    |          |
| 白鳥任三郎   | 井上和彦   | 官志宏   |          | 警部 警視廳搜查一課的警官，出身於豪門。                                                                                                  |          |
| 佐藤美和子   | 湯屋敦子   | 魏晶琦   | 鄧潔麗   | 警部補 警視廳搜查一課的警官，擁有極多追求者，有著「警視廳之花」的稱呼。                                                                  |          |
| 高木涉       | 高木涉     | 劉傑     | 陳志強   | 巡查部長 警視廳搜查一課的刑警，會聽小孩的意見，與少年偵探團關係極好。                                                                    |          |
| 千葉和伸     | 千葉一伸   | 官志宏   | 李家傑   | 巡查部長 警視廳搜查一課的刑警，高木的好友。                                                                                              |          |
| 阿留         | 中嶋聰彥   | 官志宏   |          | 警視廳刑事部鑑識課鑑識官。 |          |

### 本作角色
| 角色         | 配音              | 配音          | 配音     | 簡介 |          |
| 角色         | 日本              | 臺灣          | 香港     | 簡介 |          |
| 本作犯人     | 本作犯人          | 本作犯人      | 本作犯人 | 本作犯人 | 本作犯人 |
| ------------ | ----------------- | ------------- | -------- | --- | -------- |
| 秋吉美波子   | 榊原良子          | 陶敏嫻        | 曾月娥   | 八代商船設計師。32歳。本作真犯人之一，係於15年前的一場海難中喪生的冲田武男船長的女兒，不光是對八代延太郎和八代貴江父女倆行兇的幕後黑手，同時也利用日下廣成來做為借刀殺人的替死鬼，掩飾自己的罪行，對害死父親的八代集團感到不滿，惟最後仍被毛利小五郎識破，並在最後遭到逮捕。                           |          |
| 日下廣成     | 山寺宏一          | 劉傑          | 李家傑   | 作家。26歳。本作真犯人之一，係於15年前的一場海難中死亡的三等航海士的兒子。欲對參與15年前沉船事件的人行兇，並企圖炸毀客船。由於日下廣成跟秋吉美波子有著相同的背景，而感同身受為由，因此被幕後黑手的秋吉美波子所利用，掩飾秋吉美波子的罪行的一顆棋子之一，最後在逃亡時被少年偵探團制服，並遭到警察逮捕。 |          |
| 海藤渡       | 中田浩二          | 官志宏        | 周永光   | 56歳。豪華客船「亞芙羅蒂號」的船長。15年前八代集團為了詐領保險金，配合執行沉船陰謀，「亞芙羅蒂號」沈船意外時被秋吉美波子挾持，還好後來毛利小五郎出現而幸免於難，後來接受調查。 |          |
| 本作被害人   |                   |               |          | |          |
| 八代延太郎   | 岡部政明          | 官志宏        | 周永光   | 78歳。八代集團會長，隨身帶著一把鐵扇。 |          |
| 八代貴江     | 不適用            | 不適用        | 不適用   | 51歳。八代客船社長，八代延太郎的女兒。 |          |
| 八代英人     | 不適用            | 不適用        | 不適用   | 49歳。八代造船設計師，八代貴江的丈夫（入赘）。本次事件發生前的另一起事件的被害者，從自家開車離去時被設計，致墜落車道旁懸崖而身亡。 |          |
| 本作其他要角 |                   |               |          | |          |
| 辻本夏帆     | 西村千奈美        | 蔣篤慧        | 曾月娥   | 25歳。豪華客船「亞芙羅蒂號」船上的服務生。 |          |
| 岬直也       | 太田真一郎        | 劉傑          |          | 36歳。豪華客船「亞芙羅蒂號」的主任級服務員。 |          |
| 伊澤洋介     | 大川透            | 劉傑          | 李家傑   | 39歳。豪華客船「亞芙羅蒂號」的一等航海士。 |          |
| 磯崎滋       | 大川透            | 劉傑          |          | 41歳。豪華客船「亞芙羅蒂號」的餐廳經理。 |          |
| 水久保仁     | 井原啓介          | 徐健春        | 周永光   | 52歳。豪華客船「亞芙羅蒂號」的船醫。 |          |
| 汐見勝彥     | 遊佐浩二          | 徐健春        |          | 38歳。豪華客船「亞芙羅蒂號」的主廚。 |          |
| 新見謙介     | 有本欽隆          | 徐健春        | 陳志強   | 前任首相。豪華客船「亞芙羅蒂號」的乗客。 |          |
| 其他配角     |                   |               |          | |          |
| 救助隊員     | 山野井仁          | 劉傑          |          | |          |
| 女客人       | 鳳芳野 鈴木麻里子 | 魏晶琦 陶敏嫻 |          | |          |
| 船內廣播     | 深川史麻          | 陶敏嫻        |          | |          |

## 音樂
| 類別   | 曲名                         | 作詞     | 作曲     | 編曲   | 演唱 |
| ------ | ---------------------------- | -------- | -------- | ------ | ---- |
| 主題曲 | 宛如等待夏日的風帆（日语：夏を待つセイルのように） | 坂井泉水 | 大野愛果 | 葉山武 | ZARD |

### 原聲帶

#### 歌曲
1. 15年前・第一八代丸
2. 沈没、そして15年後の事件
3. アフロディーテ号
4. 名探偵コナン メイン・テーマ (水平線上ヴァージョン)
5. アフロディーテ・ビッグバンド
6. 蘭の優勝祝い
7. 阿笠クイズ '05
8. 小五郎有頂天 ~ コナンたちは
9. 園子と哀の異色コンビ
10. かくれんぼ
11. ゆったり気分
12. Lover Man
13. 暗躍
14. 気配 ~ オヤジのカタキ
15. 危機 ~ パニック
16. 焦り (ASERI)
17. 現場検証 '05
18. 捜査会議 '05 ~ 追っかけ
19. 冷静な白鳥刑事
20. コナンの忍び捜査
21. 想い出 (水平線上ヴァージョン)
22. コナンの作戦失敗
23. 波間に…? ~ メッセージ
24. ウェルカム・パーティー
25. 小五郎迷推理
26. 真打ち登場 ~ 推理
27. ヤツを追え!
28. モーターボート・バトル
29. 名探偵コナン メイン・テーマ (水平線上アドリブ・ヴァージョン)
30. ストラテジーのテーマ
31. 浮上する新たな疑問
32. 果物ナイフが!?
33. 真実に挑むコナン
34. 15年目の真実
35. 名探偵・毛利小五郎の推理
36. アクション
37. 急げ! コナン
38. 救出
39. 平和への祈り
40. 想い出たち ~想い出~ (水平線上ヴァージョン) [BONUS TRACK]

## 工作人員
- 原作：青山剛昌
- 監督、分鏡、演出：山本泰一郎
- 脚本：古内一成
- 分鏡協力：大宙征基、龜垣一、平野俊貴
- 人物設定 / 總作畫監督：須藤昌朋
- 作品設計、作画監督：山中純子
- 機械設計：森木靖泰
- 布局設計、作画監督補：牟田清司、清水義治、佐藤千春、河村明夫、系島雅彦
- 特殊効果：林好美
- 美術監督：涩谷幸弘
- 美術補：野村祐樹
- 色彩設計：西香代子
- 攝影監督：野村隆
- 剪辑：岡田輝满
- 主標題CG動畫：西山仁
- 數字光學錄音：西尾昇
- 音響監督：井澤基
- 音響效果：横山正和
- 音響效果助手：橫山亚紀
- 音響制作：加藤知美
- 音樂：大野克夫
- 故事編輯：飯岡順一
- 制作担当：石山桂一
- 助理製作人：斋藤朋之、北田修一、淺井認
- 動畫製作人：西村政行
- 製作人：諏訪道彦、吉岡昌仁
- 動畫制作：TMS/V1 Studio
- 「名偵探柯南 水平線上的陰謀」製作委員會 
  - 小学馆
  - 读卖电视台
  - 日本电视台
  - ShoPro
  - 东宝株式會社
  - TMS Entertainment
- 結尾、取材協力：商船三井客船
- 取材協力：海上保安廳、郵船郵輪有限公司
- 发行：東宝

## 發行

### 影碟
日本
- VCD發售：2005年12月2日
- DVD發售：2005年12月14日
- 蓝光光碟發售：2011年1月28日

台灣
- VCD、DVD發售：2006年2月1日（發行商：普威爾）
- 藍光光碟發售：2011年9月9日（發行商：普威爾）

香港
- DVD/VCD發售：2007年7月20日（发行商：新一影業）

### 書籍
| 冊數 | 小學館         | 小學館                 | 青文出版社    | 青文出版社            |
| 冊數 | 發售日期       | ISBN                   | 發售日期      | ISBN                  |
| ---- | -------------- | ---------------------- | ------------- | --------------------- |
| 上   | 2005年11月18日 | ISBN 978-4-09-120024-9 | 2006年2月10日 | ISBN 978-986-156473-9 |
| 下   | 2005年12月15日 | ISBN 978-4-09-120025-7 | 2006年2月10日 | ISBN 978-986-156474-6 |

## 外部連結
- 互联网电影数据库（IMDb）上《名偵探柯南：水平線上的陰謀》的资料（英文）
- 名探偵コナン 水平線上の陰謀- 公式サイト - ウェイバックマシン（2005年5月15日アーカイブ分）
- 名探偵コナン 水平線上の陰謀 （页面存档备份，存于） - トムス・エンタテインメント
- 名探偵コナン 水平線上の陰謀 （页面存档备份，存于） - 東宝
- 名探偵コナン 水平線上の陰謀 （页面存档备份，存于） - allcinema
- 名探偵コナン 水平線上の陰謀 （页面存档备份，存于） - KINENOTE
- 名探偵コナン 水平線上の陰謀 （页面存档备份，存于） - 文化庁日本映画情報システム
- Detective Conan Strategy Above the Depths （页面存档备份，存于） - オールムービー
- 名探偵コナン 水平線上の陰謀 （页面存档备份，存于） - 映画.com
- 名探偵コナン 水平線上の陰謀 （页面存档备份，存于） - Movie Walker
- 名探偵コナン 水平線上の陰謀 （页面存档备份，存于） - SF MOVIE DataBank